# Кол Спраус
Кол Мичел Спраус (рођен 4. августа 1992. године )  је амерички глумац. Има брата близанца, Дилана Спрауса. Познат је по његовој улози као Коди Мартин у Дизни серији "Апартмански живот Зека и Кодија". Од 2017. године појављује се као Џагхед Џоунс у серији Ривердејл.

## Ранији живот
Кол Мичел Спраус рођен је у Арезу, Италији. Његови родитељи су американци, Метју Спраус и Мелани Рајт, који су предавали у школи на енглеском језику у Тоскани. Кол је рођен петнаест минута након свог брата Дилана. Добио је име по џез пјевачу и пијанисти Нат Кинг Колу. Четири мјесеца након рођена Кола и Дилана, њихови родитељи су се вратили на Лонг Бич у Калифорнији.

## Каријера
На предлог њихове баке, Кол и Дилан су почели да глуме када су имали само осам месеци. На почетку Колове каријере, скоро све улоге је дијелио са својим братом, почевши од реклама за бебе, ТВ емисија па до улога у серијама. Пошто је некада било ограничено снимање дјеце у току једног дана, то је њима много користило, јер су могли обојица да играју једну улогу, што је био случај и код улоге Патрика Келија у серији "Грејс под ватром". Кол се са својим братом касније појављивао у још пар серија, као што је серија "Пријатељи" и сл.
У 2016. години се појављује у серији Ривердејл у улози Џагхеда Џоунса са којом осваја и највећу популарност.

## Лични живот
Спраус је љубитељ стрипова и радио је у чувеној стриповској продавници у Лос Анђелесу "Мелтдаун". Почео је да похађа Универзитет у Њујорку 2011. године и у почетку се занимао за проучавање филмске и телевизијске продукције. Дипломирао је заједно са својим братом у мају 2015. године. Специјализовао се за географске информационе системе и сателитске снимке.
Такође се занима за фотографију, покренуо је властиту страницу чак 2011. године и направио је много фотографије за познате магазине као што су "Тин Вог", "Недењне новине" и сл.

## Филмографија
| Година. | Назив                                 | Улога            |
| ------- | ------------------------------------- | ---------------- |
| 1999.   | Велики тата                           | Џулијан Мекгрет  |
| 2001.   | Астронаутова жена                     | близанац         |
| 2001.   | Дневник зависних о сексу              | Семи Џр          |
| 2002.   | Видио сам маму како љуби Деда Мраза   | Џастин Карвер    |
| 2002.   | Мајстор прерушавања                   | млади Пистаћио   |
| 2003.   | Осам лудих ноћи                       | војник           |
| 2003.   | Епл Џек                               | Џек Рајан        |
| 2004.   | Само ударац                           | Кол Мартин       |
| 2006.   | Срце је превазиђено изнад свих ствари | Старији Џеремаја |
| 2007.   | Божић који се готово није догодио     | Кид              |
| 2009.   | Модерна Твинова прича: Принц и Пајпер | Еди Тудор        |
| 2010.   | Краљ Јабукограда                      | Клејтон          |
| 2016.   | Ривердејл                             | Џагхед Џоунц     |
| 2019.   | 5 стопа размака                       | Вил              |
| 2022.   | У потрази за сновима на Месецу        | Волт             |